# Volta a Cataluña 1969
La Volta a Cataluña 1969 fue la 49.ª edición de la Volta a Cataluña. Se disputó en 8 etapas del 9 al 16 de septiembre de 1969 con un total de 1.529 km. El vencedor final fue el español Mariano Díaz del equipo Fagor por delante del italiano Franco Bitossi del equipo Filotex y de Jesús Manzaneque del La Casera-Bahamontes. 
La primera y cuarta etapas estaban divididas en dos sectores. Hubo bonificaciones de 20 y 10 a los dos primeros de cada etapa, de 10, 6 y 3 segundos a los primeros en los altos de primera, segunda y tercera categoría respectivamente. 

## Etapas
| Etapa | Fecha            | Ciudades de etapa                      | km    | Vencedor de la etapa  | Líder de la general |
| ----- | ---------------- | -------------------------------------- | ----- | --------------------- | ------------------- |
| 1.ª A | 9 de septiembre  | Figueras – Ampuriabrava                | 61,4  | Cipriano Chemello     | Cipriano Chemello   |
| 1.ª B | 9 de septiembre  | Ampuriabrava - Arbucias                | 148,6 | Domingo Perurena      | Domingo Perurena    |
| 2.ª   | 10 de septiembre | Arbucias – Mollet del Vallès           | 189,4 | Dino Zandegù          | Dino Zandegù        |
| 3.ª   | 11 de septiembre | Mollet del Vallès – Balaguer           | 171,0 | Alberto Della Torre   | Dino Zandegù        |
| 4.ª A | 12 de septiembre | Balaguer - Flix                        | 117,3 | Juan María Uribezubia | Dino Zandegù        |
| 4.ª B | 12 de septiembre | Flix – Amposta                         | 97,3  | Cipriano Chemello     | Dino Zandegù        |
| 5.ª   | 13 de septiembre | Amposta - Ermita de Mig Camí (Tortosa) | 175,2 | Flaviano Vicentini    | Luciano Dalla Bona  |
| 6.ª   | 14 de septiembre | Tortosa - Barcelona                    | 218,2 | Agustín Tamames       | Luciano Dalla Bona  |
| 7.ª   | 15 de septiembre | Barcelona - San Hilario Sacalm         | 199,1 | Franco Bitossi        | Mariano Díaz        |
| 8.ª   | 16 de septiembre | San Hilario Sacalm - Manresa           | 151,5 | Franco Bitossi        | Mariano Díaz        |

### 1.ª etapa A[1]
09-09-1969: Figueras – Ampuriabrava, 61,4:
| Resultado de la 1ª etapa A \| \| Pos. \| Equipo \| Tiempo \| \| - \| ----------------- \| --------- \| ---------- \| \| 1 \| Cipriano Chemello \| Salvarani \| 1h 30' 26" \| \| 2 \| Ramón Sáez \| Pepsi \| m. t. \| \| 3 \| Severino Andreoli \| Filotex \| m. t. \| |                   |           |            |
| | Pos.              | Equipo    | Tiempo     |
| 1 | Cipriano Chemello | Salvarani | 1h 30' 26" |
| 2 | Ramón Sáez        | Pepsi     | m. t.      |
| 3 | Severino Andreoli | Filotex   | m. t.      |

### 1.ª etapa B
09-09-1969: Ampuriabrava - Arbucias, 148,6:
|Resultado del Prólogo
|   | Pos.                       | Equipo               | Tiempo     |
| - | -------------------------- | -------------------- | ---------- |
| 1 | Domingo Perurena           | Fagor                | 3h 56' 38" |
| 2 | Luciano Dalla Bona         | Salvarani            | + 01"      |
| 3 | Sebastián Fernández Dueñas | La Casera-Bahamontes | m. t.      |

|Clasificación general después de la 1ª etapa
|   | Ciclista          | Equipo    | Tiempo     |
| - | ----------------- | --------- | ---------- |
| 1 | Domingo Perurena  | Fagor     | 5h 26' 54" |
| 2 | Cipriano Chemello | Salvarani | + 01"      |
| 3 | Ramón Sáez        | Pepsi     | + 06"      |

### 2.ª etapa[2]
10-09-1969: Arbucias – Mollet del Vallès, 189,4 km.:
|   | Ciclista               | Equipo               | Tiempo     |
| - | ---------------------- | -------------------- | ---------- |
| 1 | Dino Zandegù           | Salvarani            | 5h 10' 49" |
| 2 | Jesús Manzaneque       | La Casera-Bahamontes | m. t.      |
| 3 | Luis Pedro Santamarina | Fagor                | m. t.      |

|   | Ciclista               | Equipo               | Tiempo      |
| - | ---------------------- | -------------------- | ----------- |
| 1 | Dino Zandegù           | Salvarani            | 10h 37' 28" |
| 2 | Jesús Manzaneque       | La Casera-Bahamontes | + 16"       |
| 3 | Luis Pedro Santamarina | Fagor                | + 26"       |

### 3.ª etapa[3]
11-09-1969: Mollet del Vallès – Balaguer, 171,0 km.:
|   | Ciclista            | Equipo    | Tiempo     |
| - | ------------------- | --------- | ---------- |
| 1 | Alberto Della Torre | Filotex   | 4h 30' 25" |
| 2 | Franco Bitossi      | Filotex   | m. t.      |
| 3 | Cipriano Chemello   | Salvarani | m. t.      |

|   | Ciclista               | Equipo               | Tiempo      |
| - | ---------------------- | -------------------- | ----------- |
| 1 | Dino Zandegù           | Salvarani            | 15h 07' 53" |
| 2 | Jesús Manzaneque       | La Casera-Bahamontes | + 16"       |
| 3 | Luis Pedro Santamarina | Fagor                | + 26"       |

### 4.ª etapa A[4]
12-09-1969: Balaguer - Flix, 117,3 km.: